# Huangshania verrucosa
Huangshania verrucosa är en svampart som beskrevs av O.E. Erikss. 1992. Huangshania verrucosa ingår i släktet Huangshania och familjen Triblidiaceae.   Inga underarter finns listade i Catalogue of Life.